# Marx-Engels-Forum
Le Marx-Engels-Forum est un parc public situé dans le quartier central de Mitte à Berlin (Allemagne).
Le parc a été aménagé sur ordre des autorités de l'ancienne République démocratique allemande (RDA) en 1986 et a été dénommé ainsi pour honorer Karl Marx et Friedrich Engels, auteurs du Manifeste du parti communiste et considérés comme les fondateurs et théoriciens du mouvement communiste international. Au centre de l'espace vert se trouve une sculpture en bronze représentant les deux hommes, conçue par Ludwig Engelhardt.

## Situation

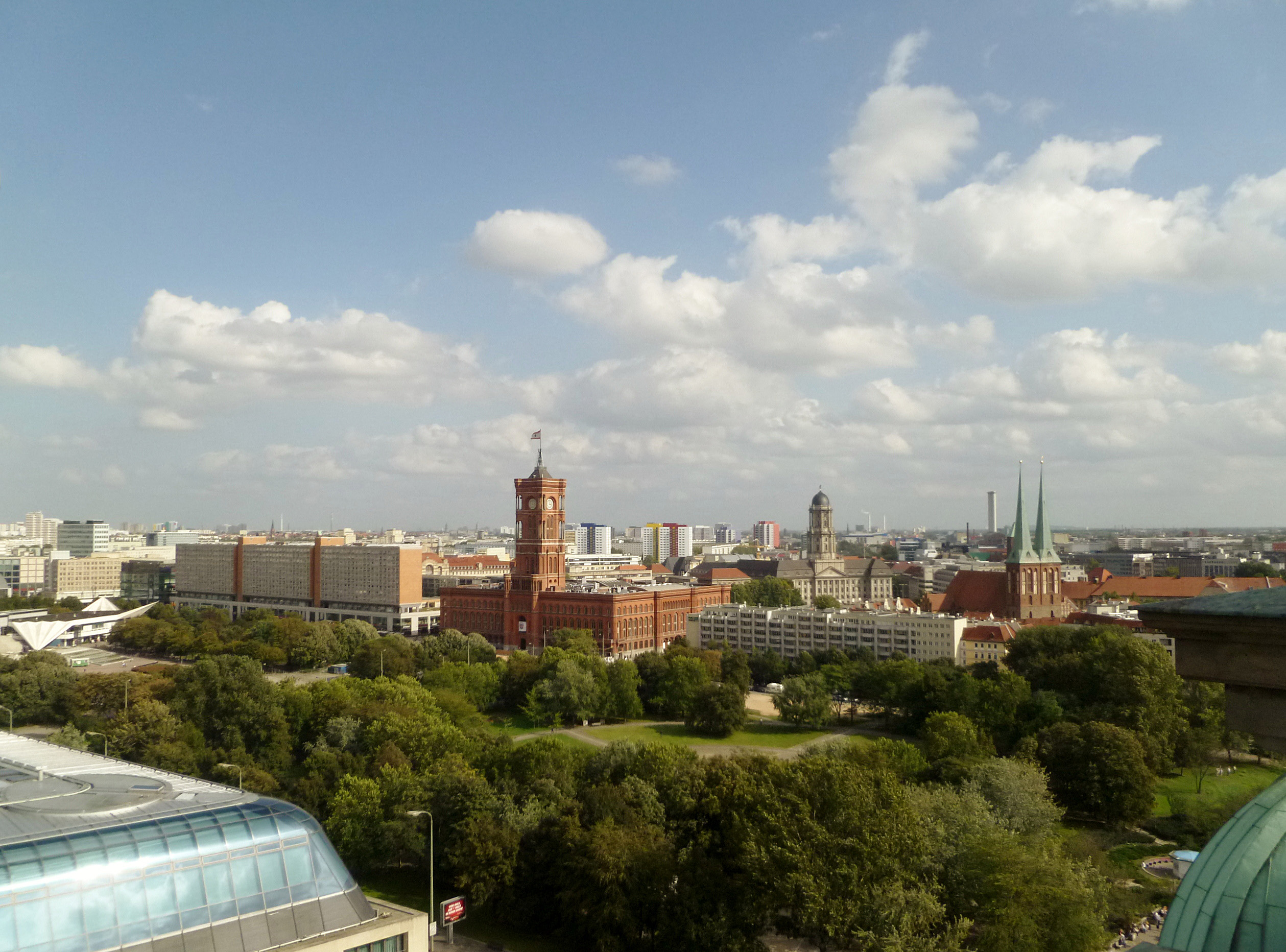
Vue sur le Marx-Engels-Forum depuis la cathédrale de Berlin vers le Rotes Rathaus.

Le parc rectangulaire s'étend entre la Spandauer Straße et la rivière Sprée, à proximité de l'hôtel de ville (Rotes Rathaus). Avant la Seconde Guerre mondiale, la place actuelle était une zone résidentielle et commerciale dense d'Alt-Berlin qui fut en grande partie détruite par les bombardements aériens. Pour transformer le site en parc, les bâtiments restants ont été démolis dans les années 1970.

## Aménagement du parc
L'aménagement du parc a été conçu par le sculpteur Ludwig Engelhardt, directeur artistique du projet depuis 1977. La partie principale de l'ensemble, au centre de la place, consiste en une sculpture réalisée par Engelhardt lui-même. D'une hauteur totale de 3,85 mètres, l'œuvre consiste en un ensemble statuaire en bronze représentant les pères du socialisme et auteurs du Manifeste du parti communiste Karl Marx (assis) et Friedrich Engels (debout). Réalisé par Werner Stötzer, l'Alte Welt, un mur de soutènement en marbre provenant de Bulgarie, présente des groupes de personnes dans un environnement capitaliste. De l'autre côté du mur sont accolés des reliefs en bronze de Margret Middell et montrent des scènes de la vie courante dans une société libérée. Entre eux, sur quatre piliers plats en acier inoxydable, sont exposés de nombreux documents photographiques de petit format sur l'histoire du mouvement ouvrier, œuvres d'Arno Fischer, Peter Voigt, Norbert Blum (de), Hans Gutheil, Jürgen Frenkel, Gunther Köhler et Friedrich Nostitz.
L'ensemble a été inauguré le 4 avril 1986.

## Le parc dans les arts
Jürgen Böttcher a réalisé le film documentaire expérimental Konzert im Freien en 2001. L'entièreté du film a pour cadre le Marx-Engels-Forum.